# Eidmannella pallida
Espèce
Synonymes
- Nesticus pallidus Emerton, 1875
- Microneta gigantea Banks, 1892
- Nesticus cavicola Banks, 1898
- Theridion subterraneum Banks, 1898
- Pocobletus mexicanus Banks, 1898
- Enoplognatha pallida Emerton, 1914
- Nesticus suggerens Chamberlin, 1924
- Theonoe striatipes Petrunkevitch, 1930
- Centromerus ovigerus Petrunkevitch, 1930
- Eidmannella attae Roewer, 1935
- Nesticus dragani Dumitrescu, 1973

Eidmannella pallida est une espèce d'araignées aranéomorphes de la famille des Nesticidae.

## Distribution
Cette espèce est originaire d'Amérique. Elle a été observée au Canada, aux États-Unis, au Mexique, au Guatemala, au Costa Rica, à Cuba, à Hispaniola, à la Jamaïque, au Brésil et en Argentine.
Elle a été introduite en Macaronésie, en Espagne, en France, en Italie, en Angleterre, aux îles Galápagos, à Hawaï, en Polynésie française et au Japon.

## Description
Les mâles mesurent de 2,2 à 3,5 mm et les femelles de 3,5 à 4,0 mm.

## Systématique et taxinomie
Cette espèce a été décrite sous le protonyme Nesticus pallidus par Emerton en 1875. Elle est placée dans le genre Eidmannella par Millidge et Locket en 1955.
Nesticus suggerens, Centromerus ovigerus et Theonoe striatipes ont été placées en synonymie par Bryant en 1940.
Eidmannella attae a été placée en synonymie par Roewer en 1955.
Theridion subterraneum et Enoplognatha pallida ont été placées en synonymie par Levi en 1957.
Microneta gigantea a été placée en synonymie par Helsdingen en 1973.
Nesticus dragani a été placée en synonymie par Gertsch en 1977.
Nesticus cavicola et Pocobletus mexicanus ont été placées en synonymie par Gertsch en 1984.

## Publication originale
- Emerton, 1875 : « Notes on spiders from Caves in Kentucky, Virginia and Indiana. » American Naturalist, vol. 9, p. 278-281.